# 政治参与
政治参与是公民或团体试图影响政府决策和人事结构的行为，是现代社会公民制约政府的重要手段。政治参与的有效性以及规模和程度也是判断一个政体是否民主的重要指标:279。在民主國家中，最簡單且普遍的政治參與方式為參加選舉投票。

## 概述
在古希腊，雅典城邦的直接民主制是最早的政治参与。
现代政治学者对政治参与的认识存在很多分歧。从过程的角度，政治参与被认为是“全国或地方、个人或集体支持或反对国家结构、权威和有关公意分配决策的行动“:280。从功能的角度，政治参与被简单认为就是平民试图影响政府决策的行动:3。狭义上，认为政治参与只包括合法的参与方式；广义上，政治参与则还包括了诸如消极抵制、集体不服从、抗议、游行、暴动、恐怖活动、暗杀以及革命等所有能够影响政府的行为:6:281。
研究表明，社会经济地位高的人往往要比处于社会底层的人在政治上更为积极 。这主要是因为社会经济地位高的人能够掌握更多的政治资源和影响力，同时也有更多的利益需要维护，也有更多的可能参与各种政治组织:285。

## 政治参与的主体
在现代民主体制中，公民是政治的积极参与者，相信通过政治参与能够对政府施加影响:287。参加选举投票是公民最基本、最普遍的政治参与活动。通过选举，公民表达自己的政治意見，公共政策得到民意的支持，政府从而获得合法性。此外通过选举，公民以选票对政府的工作做出评判。通过参加政党和社团等方式进行政治结社的活动，可以提高公民自身的的政治表达的有效性。公民有时也参与政策的制定和对公职人员的罢免活动:287-288。公民还通过公民不服从的方式以良心自由的原则进行非暴力的公共行为。此外公民的政治参与还包括随机的参加游行示威、政治集会，以及为个人或小团体利益与政府官员的个人接触:288-289。
政党是政治参与扩大化的产物，反过来它又促进了政治参与。在大多数民主国家实行的是竞争性的政党制度，选民通过对政党候选人的选择，可以对政府行为实现一定程度的控制:289-290。
利益集团与政党不同，其目的是通过影响政府决策來达到自己的政治诉求。一般通过政治捐款，参加选举，院外游说等方式来达到目的:292-293。
而非政府组织又与利益集团不同，非政府组织从事社会公共利益，政治参与的手段主要是通过影响社会舆论向政府施压:294-295。

## 政治参与的途径

### 制度化的参与
政治参与程度与政治制度化程度较高的社会，其现代化进程会保持一个良性的发展；反之则容易引起社会动荡:297。
政治参与程度与政治制度化程度较高的社会，民众的政治参与有一套比较稳定的制度在社会各阶层间起着缓冲的作用。在现代，选举是政治参与中制度化程度高，公民控制政府最为有效的工具:298。

### 非制度化的参与
与制度化的政治参与不同，非制度化的政治参与带有相当程度的随机性和不可预见性。在现代政治中，公民与公职人员的个人接触以及关系网是一种重要的非制度化参与。但是这种利益表达方式受到经济地位的影响很大。此外，游行示威、抗议、骚乱等群体性事件也是一种非制度化的参与方式:302-303。

## 参与危机
对发展中国家现代化进程的研究表明，随着政治参与的扩大，当现有体制无法提供足够的参政渠道时，将会导致制度超载从而引发参与危机。人的权利意识和主体意识觉醒改变了以往人们与政治权威之间的关系，人们能够表达自己的利益诉求，改变对自己不利的政策制度。而政治系统缺乏表达利益的渠道时，就会造成整个政治系统处于高度紧张的状态。那些被排斥在体制之外的利益集团则成为了反对或推翻现有体制的潜在力量。当双方相互对峙，彼此强化，最终将导致参与内爆（participation implosion）。:308-310
经济的快速增长造成的社会财富分配不平等，使得新兴利益集团在政治系统中产生过度的影响力，从而造成政治上的不平等。这很容易造成政治腐敗。现代大众传媒又对这种现象产生“放大”作用，不断激活各种社会集团和势力对政治资源的争夺，从而引发许多现代化国家发生周期性参与危机。:310-311

## 政治参与与政治秩序
政治秩序的稳定是一国政府所要面对的问题，如何将政治参与纳入秩序是各国领导人的一项重要挑战。
关于政治参与与政治秩序的关系有不同的理论模型。一种是以倡导现代化理论的学者为代表的自由主义模式。这种模式主要根据美国的经验，认为公民政治参与程度越高，体制对公民的要求就越灵敏，从而使公民对体制的认同感和归属感提升；反之如果公民缺乏政治参与，则会导致对体制的不信任感，进而引发体制外的暴力。另外一种是亨廷顿提出的差距模式。亨廷顿根据第三世界国家的政治发展进程，认为现代化的政治参与在这些国家常常超过体制的承载能力，双方的差距导致社会动荡。:313-314面对政治参与与政治秩序的差距，统治者一般而言有两种选择。一种是技术统治模式，即抑制政治参与，鼓励投资和经济快速增长，容忍分配不均。但是这种模式容易由于分配不均造成进一步抑制参与，从而导致参与内爆。另一种是大众模式，其方式正好与技术统治模式相反，政治参与广泛，社会经济更为平等，但是经济发展缓慢。有限的经济增长加剧各种团体之间的冲突和两极分化，最终也将导致参与内爆。这种模式往往会变成军政府统治。如果一直是军政府统治，很可能变成技术统治模式。如果军政府很快放弃权力，则又会陷入大众模式的恶性循环。:315